# ألوية رأس كامبوني
ألوية رأس كامبوني هو جماعة مسلحة إسلامية صومالية، مقرها رأس كامبوني، قادها حسن التركي والذي كان قياديًا في اتحاد المحاكم الإسلامية وحركة الاتحاد الإسلامي. شاركت في التمرد الإسلامي ضد إثيوبيا والحكومة الفيدرالية الانتقالية.
في يناير 2009 اندمجت مع ثلاث جماعات إسلامية أخرى في حزب الإسلام لمحاربة الحكومة الصومالية برئاسة شيخ شريف أحمد. والمجموعات الأربع هي: مجموعة تحالف إعادة تحرير الصومال برئاسة حسن عويس، والجبهة الإسلامية، وألوية رأس كامبوني برئاسة حسن عبد الله حرسي التركي، ومعسكر أنولي.
في فبراير 2010 غادرت المجموعة حزب الإسلام وانضمت إلى حركة الشباب المجاهدين. بعد انضمام الشيخ حسن التركي إلى حركة الشباب غادر القائد المنشق الشيخ أحمد محمد إسلام التنظيم لتشكيل ميليشيا مناهضة لحركة الشباب، وهي حركة راسكامبوني.